# Hoa hậu Hoàn vũ Thái Lan
Miss Universe Thailand (trước đây còn được gọi là Miss Thailand Universe từ 2000 đến 2011) là cuộc thi sắc đẹp được tổ chức thường niên từ năm 2000 để chọn đại diện Thái Lan tham gia cuộc thi Miss Universe.
Đương kim Miss Universe Thailand 2024 là Opal Suchata Chuangsri

## Hoa hậu và Á hậu
| Năm                      | Hoa hậu                       | Á hậu                                 | Á hậu                                | Á hậu                        | Á hậu                      | Địa điểm                                       | Tổ chức             | Thí sinh |
| Năm                      | Hoa hậu                       | Á hậu 1                               | Á hậu 2                              | Á hậu 3                      | Á hậu 4                    | Địa điểm                                       | Tổ chức             | Thí sinh |
| ------------------------ | ----------------------------- | ------------------------------------- | ------------------------------------ | ---------------------------- | -------------------------- | ---------------------------------------------- | ------------------- | -------- |
| 2024                     | Opal Suchata Chuangsri        | Suerisa Suzanna Renaud                | Karnruethai Tassabut                 | Poppy Boonyisa Chantrarachai | Maitai Suriyayunyong       | MCC Hall The Mall Lifestore Bangkapi           | Bangkok             | 40       |
| 2023                     | Anntonia Porsild              | Chatnalin Chotjirawarachat (Bổ nhiệm) | Nicha Poonpoka (Bổ nhiệm)            | Worawalan Phutklang          | Jennifer Jones             | MCC Hall, The Mall Lifestore Ngamwongwan       | Nonthaburi          | 53       |
| 2022                     | Anna Sueangam-iam             | Nicolene Limsnukan                    | Kanyalak Nookaew                     | Suchata Chuangsri            | Renita Veronica Pagano     | True Icon Hall                                 | Bangkok             | 29       |
| 2021                     | Anchilee Scott-Kemmis         | Tharina Botes                         | Nanthiya Suwansaweang                | Kasama Suetrong              | Pimnara Vonzurmuehlen      | NICE, Nong Nooch Tropical Garden, Pattaya      | Nakhon Ratchasima   | 30       |
| 2020                     | Amanda Obdam                  | Praveenar Singh                       | Punika Kulsoontornrut                | Praewwanich Ruangthong       | Alexandra Hänggi           | True Icon Hall, Iconsiam                       | Prachuap Khiri Khan | 29       |
| 2019                     | Paweensuda Drouin             | Miriam Sornprommas                    | Thanatchaphon Boonsang               | Không được trao              | Không được trao            | Thunder Dome Muang Thong Thani                 | Phuket, Chonburi    | 58       |
| 2018                     | Sophida Kanchanarin           | Thitaree Kasorn                       | Valentina Giardullo                  | Praveenar Singh              | Palita Puttharassu         | Royal Paragon Hall, Siam Paragon               | Krabi               | 40       |
| 2017                     | Maria Poonlertlarp            | Supaporn Ritthipreuk                  | Paweensuda Drouin                    | Ratchanok Naowaset           | Suraprin Artkongharn       | Royal Paragon Hall, Siam Paragon               | Chiang Mai          | 40       |
| 2016                     | Chalita Suansane              | Atcharee Buakhiao                     | Lapatthida Kongraphan                | Sornsarot Vittayaruengsook   | Nutnairee Bunsiri          | Royal Paragon Hall, Siam Paragon               | Phang Nga           | 40       |
| 2015                     | Aniporn Chalermburanawong     | Chavika Watrsang                      | Chatchadaporn Kimakorn               | Anchalika Na Phatthalung     | Ravinnipa Hamid            | Royal Paragon Hall, Siam Paragon               | Ubon Ratchathani    | 40       |
| 2014                     | Weluree Ditsayabut (Phế ngôi) | Pimbongkod Chankaew (Thay ngôi)       | Sunannipar Kritsanasuwan (Phế truất) | Không trao giải              | Không trao giải            | Royal Paragon Hall, Siam Paragon               | Roi Et              | 40       |
| 2013                     | Chalita Yaemwannang           | Chonthicha Tiengtham                  | Sunitporn Srisuwan                   | Sakaowan Singhapreecha       | Wanvisa Prapasirivichaikul | Royal Paragon Hall, Siam Paragon               | Krabi               | 44       |
| 2012                     | Nutpimon Natthayalak          | Waratthaya Wongchayaporn              | Suputra Chucharoen                   | Gaewalin Sriwanna            | Pornpassorn Attapunyapol   | Siam Pavalai Royal Grand Theatre, Siam Paragon | Phitsanulok         | 44       |
| Hoa hậu Thái Lan Hoàn vũ |                               |                                       |                                      |                              |                            |                                                |                     |          |
| 2011                     | Chanyasorn Sakornchan         | Niratcha Tungtisanont                 | Nattamon Krisnakupt                  | Kanyarat Pongkumpanart       | Patsaraporn Khonkhamhaeng  | Royal Paragon Hall, Siam Paragon               | Lamphun             | 44       |
| 2010                     | Fonthip Watcharatrakul        | Watsaporn Wattanakoon                 | Wilasinee Kanlayalert                | Pimpawan Bunjongsiri         | Punnara Phoomchareon       | Sofitel Centara Grand Hotel Bangkok            | Kamphaeng Phet      | 44       |
| 2009                     | Chutima Durongdej             | Rujinan Phanseethum                   | Charlene Ratakon Sathiraboot}        | Chonticha Supphaiboonlerd    | Kedmolee Rojanapradit      | Sofitel Centara Grand Hotel Bangkok            | Kamphaeng Phet      | 44       |
| 2008                     | Gavintra Photijak             | Piyaporn Deejing                      | Chawankorn Wantanapisitkul           | Peerada Kajonmalee           | Ananya Chinsangchai        | Pullman Hotel Bangkok                          | Bangkok             | 44       |
| 2007                     | Farung Yuthithum              | Jiraporn Sing-ieam                    | Buachompoo Varee                     | Watcharawan Suntarintu       | Nattaya Suwannaroj         | Sofitel Centara Grand Hotel Bangkok            | Trang               | 44       |
| 2006                     | Charm Osathanond              | Patra Pailin Rungrattanasunthorn      | Suvarat Karnkorn                     | Ampika Chuanpreecha          | Chayanee Phongphaew        | Sofitel Centara Grand Hotel Bangkok            | Nakhon Sawan        | 44       |
| 2005                     | Chananporn Rosjan             | Kanokwan Sesthapongvanich             | Nusara Suknamai                      | Porntip Prasertsong          | Pakamas Kaenjan            | Sofitel Centara Grand Hotel Bangkok            | Nakhon Sawan        | 44       |
| 2004                     | Morakot Aimee Kittisara       | Radchadawan Nakprasert                | Suthida Deesri                       | Saikwan Hannongbua           | Supreeya Petchsai          | Sofitel Centara Grand Hotel Bangkok            | Chiang Mai          | 44       |
| 2003                     | Yaowalak Traisurat            | Anongnat Sutthanuch                   | Narue-nit Jantara-niyom              | Jiraporn Nunti               | Saowapap Suksai            | Sofitel Centara Grand Hotel Bangkok            | Sa Kaeo             | 44       |
| 2002                     | Janjira Janchome              | Lalita Apaiwong                       | Thanawan Jullamaneechote             | Không trao giải              | Không trao giải            | Sofitel Centara Grand Hotel Bangkok            | Nakhon Pathom       | 44       |
| 2001                     | Varinthorn Phadoongvithee     | Wanvisa Kham-daeng-yai                | Pansiri Jitrat                       | Không trao giải              | Không trao giải            | Sofitel Centara Grand Hotel Bangkok            | Phetchaburi         | 44       |
| 2000                     | Kulthida Yenprasert           | Muthita Sri-arun                      | Kanueng-nit In-orng                  | Không trao giải              | Không trao giải            | Sofitel Centara Grand Hotel Bangkok            | Krabi               | 44       |

A  Năm 2014 đương kim hoa hậu là Pimbongkod Chankaew bị phế ngôi, ngay sau đó á hậu 1 là Pimbongkod Chankaew đã thay thế cô tại ngôi hoa hậu. Á hậu 2 là Sunannipar Kritsanasuwan đã được đưa lên làm á hậu 1 và sau đó cũng bị phế truất.

## Số lần chiến thắng
| Tỉnh                | Số lần | Vào các năm                                                       |
| ------------------- | ------ | ----------------------------------------------------------------- |
| Bangkok             | 11     | 2000, 2004, 2005, 2006, 2009, 2014*, 2017, 2018, 2019, 2022, 2024 |
| Samut Prakan        | 2      | 2010, 2016                                                        |
| Chachoengsao        | 1      | 2021                                                              |
| Phuket              | 1      | 2020                                                              |
| Lampang             | 1      | 2015                                                              |
| Kanchanaburi        | 1      | 2014*                                                             |
| Nakhon Ratchasima   | 1      | 2013                                                              |
| Krabi               | 1      | 2012                                                              |
| Chonburi            | 1      | 2011                                                              |
| Nong Khai           | 1      | 2008                                                              |
| Pathum Thani        | 1      | 2007                                                              |
| Nakhon Si Thammarat | 1      | 2003                                                              |
| Phitsanulok         | 1      | 2002                                                              |
| Nonthaburi          | 1      | 2001                                                              |

## Phòng trưng bày những người chiến thắng

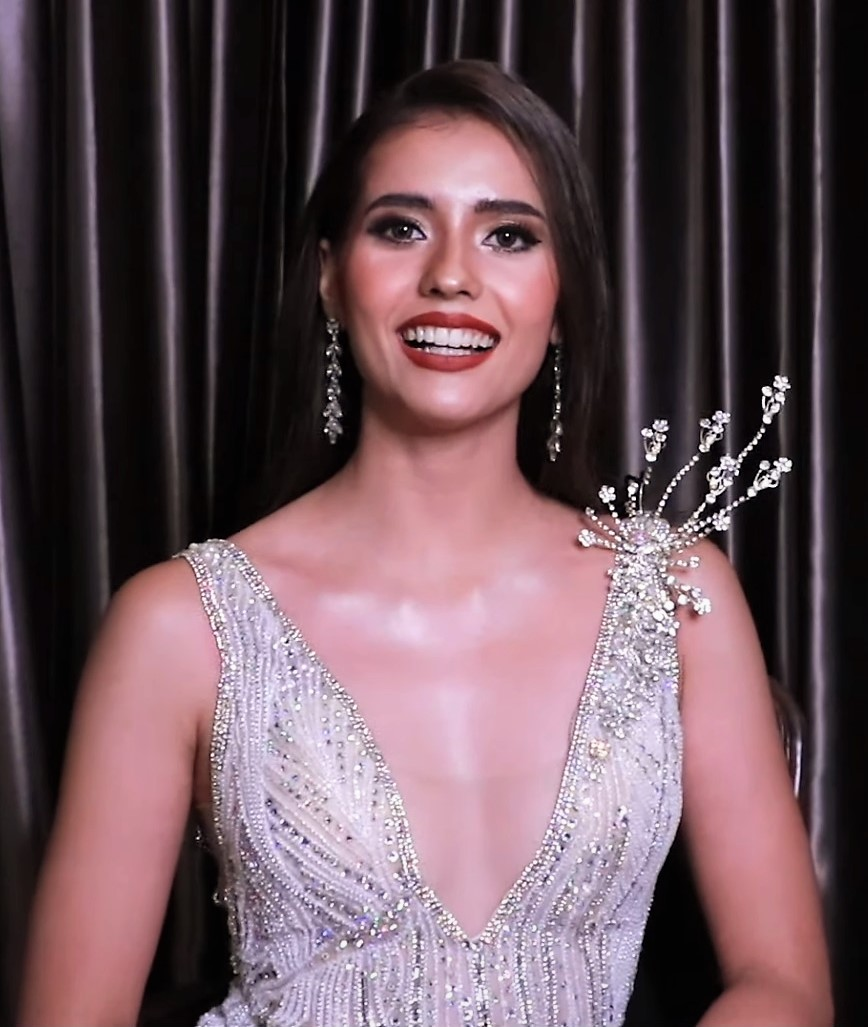
Miss Universe Thailand 2023 Anntonia Porsild
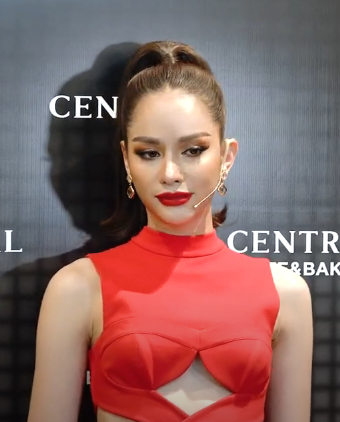
Miss Universe Thailand 2022 Anna Sueangam-iam
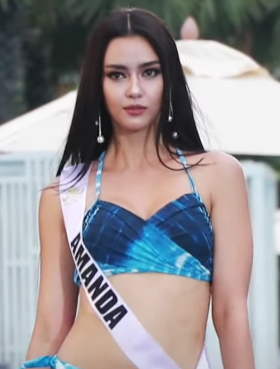
Miss Universe Thailand 2020 Amanda Obdam
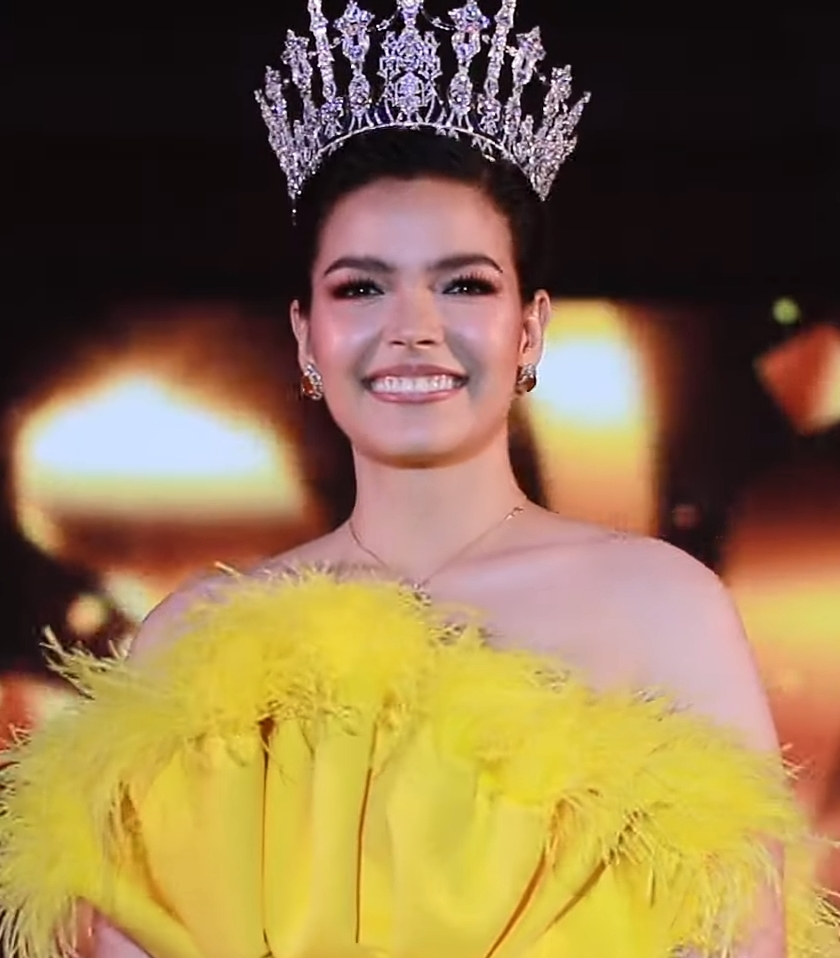
Miss Universe Thailand 2019 Paweensuda Drouin
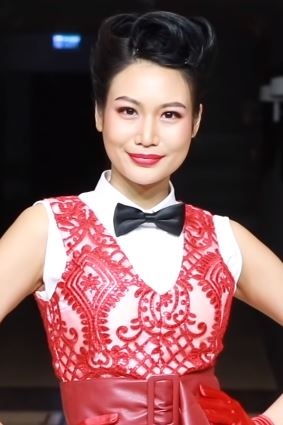
Miss Universe Thailand 2018 Sophida Kanchanarin
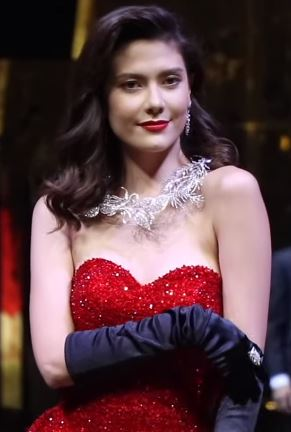
Miss Universe Thailand 2017 Maria Poonlertlarp
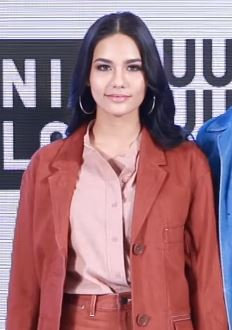
Miss Universe Thailand 2016 Chalita Suansane
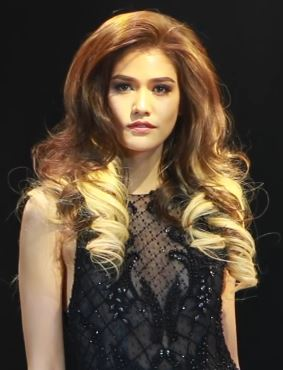
Miss Universe Thailand 2015 Aniporn Chalermburanawong
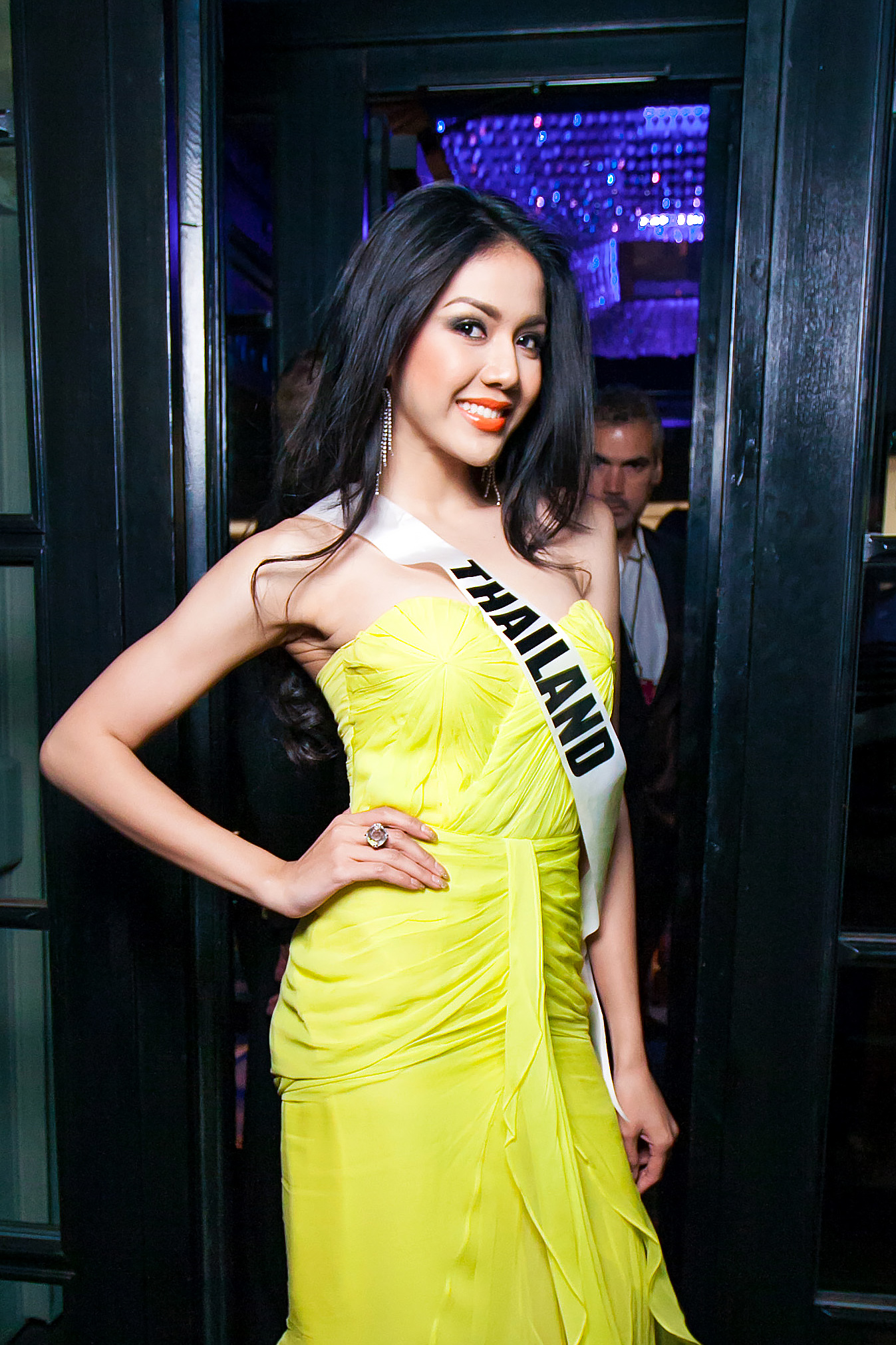
Miss Universe Thailand 2013 Chalita Yaemwannang
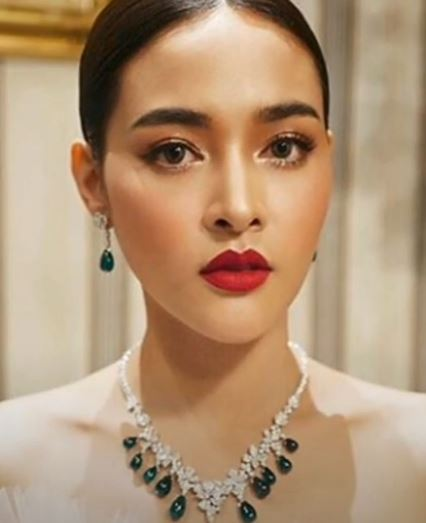
Miss Thailand Universe 2010 Fonthip Watcharatrakul
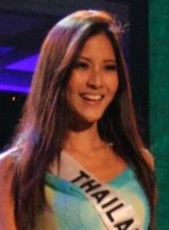
Miss Thailand Universe 2007 Farung Yuthithum